# Coupe des clubs champions européens de handball 1977-1978
Navigation
Coupe des clubs champions 1976-1977 Coupe des clubs champions 1978-1979
La saison 1977-1978 de la Coupe des clubs champions européens de handball met aux prises 24 équipes européennes. Il s’agit de la 18e édition de la compétition organisée par l'IHF.
Le vainqueur est le club est-allemand du SC Magdebourg qui remporte le sacre européen pour la première fois.

## Participants
| Deuxième tour | Deuxième tour | Deuxième tour | Deuxième tour | Deuxième tour | Deuxième tour | Deuxième tour | Deuxième tour | Deuxième tour | Deuxième tour | Deuxième tour | Deuxième tour | Deuxième tour | Deuxième tour | Deuxième tour | Deuxième tour | Deuxième tour | Deuxième tour | Deuxième tour | Deuxième tour | Deuxième tour | Deuxième tour | Deuxième tour | Deuxième tour | Deuxième tour | Deuxième tour | Deuxième tour | Deuxième tour | Deuxième tour | Deuxième tour |
| --- | --- | --- | --- | --- | --- | --- | --- | --- | --- | --- | --- | --- | --- | --- | --- | --- | --- | --- | --- | --- | --- | --- | --- | --- | --- | --- | --- | --- | --- |
| - SC Magdebourg : Champion d'Allemagne de l'Est - TSV Grün-Weiß Dankersen : Champion d'Allemagne de l'Ouest - KFUM Fredericia : Champion du Danemark - CB Calpisa Alicante : Champion d'Espagne | - SC Magdebourg : Champion d'Allemagne de l'Est - TSV Grün-Weiß Dankersen : Champion d'Allemagne de l'Ouest - KFUM Fredericia : Champion du Danemark - CB Calpisa Alicante : Champion d'Espagne | - SC Magdebourg : Champion d'Allemagne de l'Est - TSV Grün-Weiß Dankersen : Champion d'Allemagne de l'Ouest - KFUM Fredericia : Champion du Danemark - CB Calpisa Alicante : Champion d'Espagne | - SC Magdebourg : Champion d'Allemagne de l'Est - TSV Grün-Weiß Dankersen : Champion d'Allemagne de l'Ouest - KFUM Fredericia : Champion du Danemark - CB Calpisa Alicante : Champion d'Espagne | - SC Magdebourg : Champion d'Allemagne de l'Est - TSV Grün-Weiß Dankersen : Champion d'Allemagne de l'Ouest - KFUM Fredericia : Champion du Danemark - CB Calpisa Alicante : Champion d'Espagne | - SC Magdebourg : Champion d'Allemagne de l'Est - TSV Grün-Weiß Dankersen : Champion d'Allemagne de l'Ouest - KFUM Fredericia : Champion du Danemark - CB Calpisa Alicante : Champion d'Espagne | - SC Magdebourg : Champion d'Allemagne de l'Est - TSV Grün-Weiß Dankersen : Champion d'Allemagne de l'Ouest - KFUM Fredericia : Champion du Danemark - CB Calpisa Alicante : Champion d'Espagne | - SC Magdebourg : Champion d'Allemagne de l'Est - TSV Grün-Weiß Dankersen : Champion d'Allemagne de l'Ouest - KFUM Fredericia : Champion du Danemark - CB Calpisa Alicante : Champion d'Espagne | - SC Magdebourg : Champion d'Allemagne de l'Est - TSV Grün-Weiß Dankersen : Champion d'Allemagne de l'Ouest - KFUM Fredericia : Champion du Danemark - CB Calpisa Alicante : Champion d'Espagne | - SC Magdebourg : Champion d'Allemagne de l'Est - TSV Grün-Weiß Dankersen : Champion d'Allemagne de l'Ouest - KFUM Fredericia : Champion du Danemark - CB Calpisa Alicante : Champion d'Espagne | - SC Magdebourg : Champion d'Allemagne de l'Est - TSV Grün-Weiß Dankersen : Champion d'Allemagne de l'Ouest - KFUM Fredericia : Champion du Danemark - CB Calpisa Alicante : Champion d'Espagne | - SC Magdebourg : Champion d'Allemagne de l'Est - TSV Grün-Weiß Dankersen : Champion d'Allemagne de l'Ouest - KFUM Fredericia : Champion du Danemark - CB Calpisa Alicante : Champion d'Espagne | - SC Magdebourg : Champion d'Allemagne de l'Est - TSV Grün-Weiß Dankersen : Champion d'Allemagne de l'Ouest - KFUM Fredericia : Champion du Danemark - CB Calpisa Alicante : Champion d'Espagne | - SC Magdebourg : Champion d'Allemagne de l'Est - TSV Grün-Weiß Dankersen : Champion d'Allemagne de l'Ouest - KFUM Fredericia : Champion du Danemark - CB Calpisa Alicante : Champion d'Espagne | - SC Magdebourg : Champion d'Allemagne de l'Est - TSV Grün-Weiß Dankersen : Champion d'Allemagne de l'Ouest - KFUM Fredericia : Champion du Danemark - CB Calpisa Alicante : Champion d'Espagne | - Budapest Honvéd : Champion de Hongrie - WKS Śląsk Wrocław : Champion de Pologne - IK Hellas Stockholm : Champion de Suède - Dukla Prague : Champion de Tchécoslovaquie | - Budapest Honvéd : Champion de Hongrie - WKS Śląsk Wrocław : Champion de Pologne - IK Hellas Stockholm : Champion de Suède - Dukla Prague : Champion de Tchécoslovaquie | - Budapest Honvéd : Champion de Hongrie - WKS Śląsk Wrocław : Champion de Pologne - IK Hellas Stockholm : Champion de Suède - Dukla Prague : Champion de Tchécoslovaquie | - Budapest Honvéd : Champion de Hongrie - WKS Śląsk Wrocław : Champion de Pologne - IK Hellas Stockholm : Champion de Suède - Dukla Prague : Champion de Tchécoslovaquie | - Budapest Honvéd : Champion de Hongrie - WKS Śląsk Wrocław : Champion de Pologne - IK Hellas Stockholm : Champion de Suède - Dukla Prague : Champion de Tchécoslovaquie | - Budapest Honvéd : Champion de Hongrie - WKS Śląsk Wrocław : Champion de Pologne - IK Hellas Stockholm : Champion de Suède - Dukla Prague : Champion de Tchécoslovaquie | - Budapest Honvéd : Champion de Hongrie - WKS Śląsk Wrocław : Champion de Pologne - IK Hellas Stockholm : Champion de Suède - Dukla Prague : Champion de Tchécoslovaquie | - Budapest Honvéd : Champion de Hongrie - WKS Śląsk Wrocław : Champion de Pologne - IK Hellas Stockholm : Champion de Suède - Dukla Prague : Champion de Tchécoslovaquie | - Budapest Honvéd : Champion de Hongrie - WKS Śląsk Wrocław : Champion de Pologne - IK Hellas Stockholm : Champion de Suède - Dukla Prague : Champion de Tchécoslovaquie | - Budapest Honvéd : Champion de Hongrie - WKS Śląsk Wrocław : Champion de Pologne - IK Hellas Stockholm : Champion de Suède - Dukla Prague : Champion de Tchécoslovaquie | - Budapest Honvéd : Champion de Hongrie - WKS Śląsk Wrocław : Champion de Pologne - IK Hellas Stockholm : Champion de Suède - Dukla Prague : Champion de Tchécoslovaquie | - Budapest Honvéd : Champion de Hongrie - WKS Śląsk Wrocław : Champion de Pologne - IK Hellas Stockholm : Champion de Suède - Dukla Prague : Champion de Tchécoslovaquie | - Budapest Honvéd : Champion de Hongrie - WKS Śląsk Wrocław : Champion de Pologne - IK Hellas Stockholm : Champion de Suède - Dukla Prague : Champion de Tchécoslovaquie | - Budapest Honvéd : Champion de Hongrie - WKS Śląsk Wrocław : Champion de Pologne - IK Hellas Stockholm : Champion de Suède - Dukla Prague : Champion de Tchécoslovaquie | - Budapest Honvéd : Champion de Hongrie - WKS Śląsk Wrocław : Champion de Pologne - IK Hellas Stockholm : Champion de Suède - Dukla Prague : Champion de Tchécoslovaquie |
| Premier tour | | | | | | | | | | | | | | | | | | | | | | | | | | | | | |
| - HC Birkenhead : Champion de Grande-Bretagne - UHK Krems : Champion d'Autriche - Progrès HC Seraing : Champion de Belgique - Sportist Kremikovtsi : Champion de Bulgarie - Sparta Helsinki : Champion de Finlande - RC Strasbourg : Champion de France 1977 - Kyndil Tórshavn : Champion des Îles Féroé - Valur Reykjavik : Champion d'Islande | - HC Birkenhead : Champion de Grande-Bretagne - UHK Krems : Champion d'Autriche - Progrès HC Seraing : Champion de Belgique - Sportist Kremikovtsi : Champion de Bulgarie - Sparta Helsinki : Champion de Finlande - RC Strasbourg : Champion de France 1977 - Kyndil Tórshavn : Champion des Îles Féroé - Valur Reykjavik : Champion d'Islande | - HC Birkenhead : Champion de Grande-Bretagne - UHK Krems : Champion d'Autriche - Progrès HC Seraing : Champion de Belgique - Sportist Kremikovtsi : Champion de Bulgarie - Sparta Helsinki : Champion de Finlande - RC Strasbourg : Champion de France 1977 - Kyndil Tórshavn : Champion des Îles Féroé - Valur Reykjavik : Champion d'Islande | - HC Birkenhead : Champion de Grande-Bretagne - UHK Krems : Champion d'Autriche - Progrès HC Seraing : Champion de Belgique - Sportist Kremikovtsi : Champion de Bulgarie - Sparta Helsinki : Champion de Finlande - RC Strasbourg : Champion de France 1977 - Kyndil Tórshavn : Champion des Îles Féroé - Valur Reykjavik : Champion d'Islande | - HC Birkenhead : Champion de Grande-Bretagne - UHK Krems : Champion d'Autriche - Progrès HC Seraing : Champion de Belgique - Sportist Kremikovtsi : Champion de Bulgarie - Sparta Helsinki : Champion de Finlande - RC Strasbourg : Champion de France 1977 - Kyndil Tórshavn : Champion des Îles Féroé - Valur Reykjavik : Champion d'Islande | - HC Birkenhead : Champion de Grande-Bretagne - UHK Krems : Champion d'Autriche - Progrès HC Seraing : Champion de Belgique - Sportist Kremikovtsi : Champion de Bulgarie - Sparta Helsinki : Champion de Finlande - RC Strasbourg : Champion de France 1977 - Kyndil Tórshavn : Champion des Îles Féroé - Valur Reykjavik : Champion d'Islande | - HC Birkenhead : Champion de Grande-Bretagne - UHK Krems : Champion d'Autriche - Progrès HC Seraing : Champion de Belgique - Sportist Kremikovtsi : Champion de Bulgarie - Sparta Helsinki : Champion de Finlande - RC Strasbourg : Champion de France 1977 - Kyndil Tórshavn : Champion des Îles Féroé - Valur Reykjavik : Champion d'Islande | - HC Birkenhead : Champion de Grande-Bretagne - UHK Krems : Champion d'Autriche - Progrès HC Seraing : Champion de Belgique - Sportist Kremikovtsi : Champion de Bulgarie - Sparta Helsinki : Champion de Finlande - RC Strasbourg : Champion de France 1977 - Kyndil Tórshavn : Champion des Îles Féroé - Valur Reykjavik : Champion d'Islande | - HC Birkenhead : Champion de Grande-Bretagne - UHK Krems : Champion d'Autriche - Progrès HC Seraing : Champion de Belgique - Sportist Kremikovtsi : Champion de Bulgarie - Sparta Helsinki : Champion de Finlande - RC Strasbourg : Champion de France 1977 - Kyndil Tórshavn : Champion des Îles Féroé - Valur Reykjavik : Champion d'Islande | - HC Birkenhead : Champion de Grande-Bretagne - UHK Krems : Champion d'Autriche - Progrès HC Seraing : Champion de Belgique - Sportist Kremikovtsi : Champion de Bulgarie - Sparta Helsinki : Champion de Finlande - RC Strasbourg : Champion de France 1977 - Kyndil Tórshavn : Champion des Îles Féroé - Valur Reykjavik : Champion d'Islande | - HC Birkenhead : Champion de Grande-Bretagne - UHK Krems : Champion d'Autriche - Progrès HC Seraing : Champion de Belgique - Sportist Kremikovtsi : Champion de Bulgarie - Sparta Helsinki : Champion de Finlande - RC Strasbourg : Champion de France 1977 - Kyndil Tórshavn : Champion des Îles Féroé - Valur Reykjavik : Champion d'Islande | - HC Birkenhead : Champion de Grande-Bretagne - UHK Krems : Champion d'Autriche - Progrès HC Seraing : Champion de Belgique - Sportist Kremikovtsi : Champion de Bulgarie - Sparta Helsinki : Champion de Finlande - RC Strasbourg : Champion de France 1977 - Kyndil Tórshavn : Champion des Îles Féroé - Valur Reykjavik : Champion d'Islande | - HC Birkenhead : Champion de Grande-Bretagne - UHK Krems : Champion d'Autriche - Progrès HC Seraing : Champion de Belgique - Sportist Kremikovtsi : Champion de Bulgarie - Sparta Helsinki : Champion de Finlande - RC Strasbourg : Champion de France 1977 - Kyndil Tórshavn : Champion des Îles Féroé - Valur Reykjavik : Champion d'Islande | - HC Birkenhead : Champion de Grande-Bretagne - UHK Krems : Champion d'Autriche - Progrès HC Seraing : Champion de Belgique - Sportist Kremikovtsi : Champion de Bulgarie - Sparta Helsinki : Champion de Finlande - RC Strasbourg : Champion de France 1977 - Kyndil Tórshavn : Champion des Îles Féroé - Valur Reykjavik : Champion d'Islande | - HC Birkenhead : Champion de Grande-Bretagne - UHK Krems : Champion d'Autriche - Progrès HC Seraing : Champion de Belgique - Sportist Kremikovtsi : Champion de Bulgarie - Sparta Helsinki : Champion de Finlande - RC Strasbourg : Champion de France 1977 - Kyndil Tórshavn : Champion des Îles Féroé - Valur Reykjavik : Champion d'Islande | - Hapoël Rehovot : Champion d'Israël - Pallamano Trieste : Champion d'Italie - HB Dudelange : Champion du Luxembourg - Refstad IL : Champion de Norvège - HV Sittardia : Champion des Pays-Bas - Os Belenenses : Champion du Portugal - Grasshopper Club Zurich : Champion de Suisse - Partizan Bjelovar : Champion de Yougoslavie | - Hapoël Rehovot : Champion d'Israël - Pallamano Trieste : Champion d'Italie - HB Dudelange : Champion du Luxembourg - Refstad IL : Champion de Norvège - HV Sittardia : Champion des Pays-Bas - Os Belenenses : Champion du Portugal - Grasshopper Club Zurich : Champion de Suisse - Partizan Bjelovar : Champion de Yougoslavie | - Hapoël Rehovot : Champion d'Israël - Pallamano Trieste : Champion d'Italie - HB Dudelange : Champion du Luxembourg - Refstad IL : Champion de Norvège - HV Sittardia : Champion des Pays-Bas - Os Belenenses : Champion du Portugal - Grasshopper Club Zurich : Champion de Suisse - Partizan Bjelovar : Champion de Yougoslavie | - Hapoël Rehovot : Champion d'Israël - Pallamano Trieste : Champion d'Italie - HB Dudelange : Champion du Luxembourg - Refstad IL : Champion de Norvège - HV Sittardia : Champion des Pays-Bas - Os Belenenses : Champion du Portugal - Grasshopper Club Zurich : Champion de Suisse - Partizan Bjelovar : Champion de Yougoslavie | - Hapoël Rehovot : Champion d'Israël - Pallamano Trieste : Champion d'Italie - HB Dudelange : Champion du Luxembourg - Refstad IL : Champion de Norvège - HV Sittardia : Champion des Pays-Bas - Os Belenenses : Champion du Portugal - Grasshopper Club Zurich : Champion de Suisse - Partizan Bjelovar : Champion de Yougoslavie | - Hapoël Rehovot : Champion d'Israël - Pallamano Trieste : Champion d'Italie - HB Dudelange : Champion du Luxembourg - Refstad IL : Champion de Norvège - HV Sittardia : Champion des Pays-Bas - Os Belenenses : Champion du Portugal - Grasshopper Club Zurich : Champion de Suisse - Partizan Bjelovar : Champion de Yougoslavie | - Hapoël Rehovot : Champion d'Israël - Pallamano Trieste : Champion d'Italie - HB Dudelange : Champion du Luxembourg - Refstad IL : Champion de Norvège - HV Sittardia : Champion des Pays-Bas - Os Belenenses : Champion du Portugal - Grasshopper Club Zurich : Champion de Suisse - Partizan Bjelovar : Champion de Yougoslavie | - Hapoël Rehovot : Champion d'Israël - Pallamano Trieste : Champion d'Italie - HB Dudelange : Champion du Luxembourg - Refstad IL : Champion de Norvège - HV Sittardia : Champion des Pays-Bas - Os Belenenses : Champion du Portugal - Grasshopper Club Zurich : Champion de Suisse - Partizan Bjelovar : Champion de Yougoslavie | - Hapoël Rehovot : Champion d'Israël - Pallamano Trieste : Champion d'Italie - HB Dudelange : Champion du Luxembourg - Refstad IL : Champion de Norvège - HV Sittardia : Champion des Pays-Bas - Os Belenenses : Champion du Portugal - Grasshopper Club Zurich : Champion de Suisse - Partizan Bjelovar : Champion de Yougoslavie | - Hapoël Rehovot : Champion d'Israël - Pallamano Trieste : Champion d'Italie - HB Dudelange : Champion du Luxembourg - Refstad IL : Champion de Norvège - HV Sittardia : Champion des Pays-Bas - Os Belenenses : Champion du Portugal - Grasshopper Club Zurich : Champion de Suisse - Partizan Bjelovar : Champion de Yougoslavie | - Hapoël Rehovot : Champion d'Israël - Pallamano Trieste : Champion d'Italie - HB Dudelange : Champion du Luxembourg - Refstad IL : Champion de Norvège - HV Sittardia : Champion des Pays-Bas - Os Belenenses : Champion du Portugal - Grasshopper Club Zurich : Champion de Suisse - Partizan Bjelovar : Champion de Yougoslavie | - Hapoël Rehovot : Champion d'Israël - Pallamano Trieste : Champion d'Italie - HB Dudelange : Champion du Luxembourg - Refstad IL : Champion de Norvège - HV Sittardia : Champion des Pays-Bas - Os Belenenses : Champion du Portugal - Grasshopper Club Zurich : Champion de Suisse - Partizan Bjelovar : Champion de Yougoslavie | - Hapoël Rehovot : Champion d'Israël - Pallamano Trieste : Champion d'Italie - HB Dudelange : Champion du Luxembourg - Refstad IL : Champion de Norvège - HV Sittardia : Champion des Pays-Bas - Os Belenenses : Champion du Portugal - Grasshopper Club Zurich : Champion de Suisse - Partizan Bjelovar : Champion de Yougoslavie | - Hapoël Rehovot : Champion d'Israël - Pallamano Trieste : Champion d'Italie - HB Dudelange : Champion du Luxembourg - Refstad IL : Champion de Norvège - HV Sittardia : Champion des Pays-Bas - Os Belenenses : Champion du Portugal - Grasshopper Club Zurich : Champion de Suisse - Partizan Bjelovar : Champion de Yougoslavie | - Hapoël Rehovot : Champion d'Israël - Pallamano Trieste : Champion d'Italie - HB Dudelange : Champion du Luxembourg - Refstad IL : Champion de Norvège - HV Sittardia : Champion des Pays-Bas - Os Belenenses : Champion du Portugal - Grasshopper Club Zurich : Champion de Suisse - Partizan Bjelovar : Champion de Yougoslavie |

À noter, l'absence des champions de Roumanie (Steaua Bucarest) et d'URSS (CSKA Moscou), a priori pour cause d'année de préparation pour le Championnat du monde 1978. L'Allemagne de l'Est et la Hongrie ont en revanche présenté un club.

## Tour préliminaire

### Premier tour
| Équipe             | Aller   | Total    | Retour  | Équipe                  |
| ------------------ | ------- | -------- | ------- | ----------------------- |
| Pallamano Trieste  | 22 – 18 | 39 – 39* | 17 – 21 | Hapoël Rehovot          |
| Partizan Bjelovar  | 29 – 17 | 57 – 40  | 28 – 23 | Sportist Kremikovtsi    |
| Os Belenenses      | 24 – 16 | 40 – 30  | 16 – 14 | RC Strasbourg           |
| Valur Reykjavik    | 23 – 15 | 53 – 31  | 30 – 16 | Kyndil Torshavn         |
| UHK Krems          | 19 – 13 | 36 – 33  | 17 – 20 | Grasshopper Club Zurich |
| Refstad IL         | 20 – 12 | 41 – 32  | 21 – 20 | Sparta Helsinki         |
| HB Dudelange       | 34 – 12 | 50 – 25  | 16 – 13 | HC Birkenhead           |
| Progrès HC Seraing | 15 – 19 | 29 – 38  | 14 – 19 | HV Sittardia            |

* Les Israéliens de l'Hapoël Rehovot sont qualifiés grâce à la règle de but marqué à l'extérieur.

### Deuxième tour
| Équipe              | Aller   | Total   | Retour  | Équipe              |
| ------------------- | ------- | ------- | ------- | ------------------- |
| SC Magdebourg       | 33 – 23 | 54 – 51 | 21 – 28 | Partizan Bjelovar   |
| Os Belenenses       | 19 – 30 | 41 – 63 | 22 – 33 | Dukla Prague        |
| Budapest Honvéd     | 35 – 23 | 60 – 45 | 25 – 22 | Valur Reykjavik     |
| UHK Krems           | 16 – 25 | 32 – 46 | 16 – 21 | Grün-Weiß Dankersen |
| IK Hellas Stockholm | 17 – 19 | 34 – 41 | 17 – 22 | Refstad IL          |
| CB Calpisa Alicante | 31 – 15 | 46 – 31 | 15 – 16 | Hapoël Rehovot      |
| HB Dudelange        | 19 – 32 | 37 – 60 | 18 – 28 | KFUM Fredericia     |
| HV Sittardia        | 17 – 32 | 38 – 63 | 21 – 31 | WKS Śląsk Wrocław   |

## Phase finale
| \| Fredericia Alicante Wrocław Prague Magdebourg Dankersen Oslo Budapest \| Localisation des équipes en phase finale. |
| Fredericia Alicante Wrocław Prague Magdebourg Dankersen Oslo Budapest                                                 |

|  | Quarts de finale        | Quarts de finale        | Quarts de finale  | Quarts de finale  |                     |                     | Demi-finales | Demi-finales | Demi-finales | Demi-finales |  |  | Finale                     | Finale | Finale | Finale |
|  |                         |                         |                   |                   |                     |                     |              |              |              |              |  |  |                            |        |        |        |
|  |                         |                         |                   |                   |                     |                     |              |              |              |              |  |  | 22 avril 1978 - Magdebourg |        |        |        |
|  |                         |                         |                   |                   |                     |                     |              |              |              |              |  |  |                            |        |        |        |
|  | SC Magdebourg           | SC Magdebourg           | 22                | 25                |                     |                     |              |              |              |              |  |  |                            |        |        |        |
|  | SC Magdebourg           | SC Magdebourg           | 22                | 25                |                     |                     |              |              |              |              |  |  |                            |        |        |        |
|  | Dukla Prague            | Dukla Prague            | 22                | 20                |                     |                     |              |              |              |              |  |  |                            |        |        |        |
|  | Dukla Prague            | Dukla Prague            | 22                | 20                | Budapest Honvéd     | Budapest Honvéd     | 21           | 17           |              |              |  |  |                            |        |        |        |
|  |                         |                         |                   |                   | Budapest Honvéd     | Budapest Honvéd     | 21           | 17           |              |              |  |  |                            |        |        |        |
|  |                         |                         | SC Magdebourg     | SC Magdebourg     | 22                  | 19                  |              |              |              |              |  |  |                            |        |        |        |
|  | Budapest Honvéd         | Budapest Honvéd         | SC Magdebourg     | SC Magdebourg     | 22                  | 19                  | 24           | 15           |              |              |  |  |                            |        |        |        |
|  | Budapest Honvéd         | Budapest Honvéd         |                   |                   |                     |                     |              | 15           |              |              |  |  |                            |        |        |        |
|  | TSV Grün-Weiß Dankersen | TSV Grün-Weiß Dankersen | 20                | 18                |                     |                     |              |              |              |              |  |  |                            |        |        |        |
|  | TSV Grün-Weiß Dankersen | TSV Grün-Weiß Dankersen | 20                | 18                | SC Magdebourg       | SC Magdebourg       | 28           | 28           |              |              |  |  |                            |        |        |        |
|  |                         |                         |                   |                   | SC Magdebourg       | SC Magdebourg       | 28           | 28           |              |              |  |  |                            |        |        |        |
|  |                         |                         | WKS Śląsk Wrocław | WKS Śląsk Wrocław | 22                  | 22                  |              |              |              |              |  |  |                            |        |        |        |
|  | Refstad IL              | Refstad IL              | WKS Śląsk Wrocław | WKS Śląsk Wrocław | 22                  | 22                  | 17           | 16           |              |              |  |  |                            |        |        |        |
|  | Refstad IL              | Refstad IL              |                   |                   |                     |                     |              |              |              |              |  |  |                            |        |        |        |
|  | CB Calpisa Alicante     | CB Calpisa Alicante     | 17                | 19                |                     |                     |              |              |              |              |  |  |                            |        |        |        |
|  | CB Calpisa Alicante     | CB Calpisa Alicante     | 17                | 19                | CB Calpisa Alicante | CB Calpisa Alicante | 18           | 20           |              |              |  |  |                            |        |        |        |
|  |                         |                         |                   |                   | CB Calpisa Alicante | CB Calpisa Alicante | 18           | 20           |              |              |  |  |                            |        |        |        |
|  |                         |                         | WKS Śląsk Wrocław | WKS Śląsk Wrocław | 21                  | 22                  |              |              |              |              |  |  |                            |        |        |        |
|  | KFUM Fredericia         | KFUM Fredericia         | WKS Śląsk Wrocław | WKS Śląsk Wrocław | 21                  | 22                  | 26           | 18           |              |              |  |  |                            |        |        |        |
|  | KFUM Fredericia         | KFUM Fredericia         |                   |                   |                     |                     |              | 18           |              |              |  |  |                            |        |        |        |
|  | WKS Śląsk Wrocław       | WKS Śląsk Wrocław       | 20                | 26                |                     |                     |              |              |              |              |  |  |                            |        |        |        |
|  | WKS Śląsk Wrocław       | WKS Śląsk Wrocław       | 20                | 26                |                     |                     |              |              |              |              |  |  |                            |        |        |        |
|  |                         |                         |                   |                   |                     |                     |              |              |              |              |  |  |                            |        |        |        |

### Quarts de finale
| Équipe          | Aller   | Total   | Retour  | Équipe                  |
| --------------- | ------- | ------- | ------- | ----------------------- |
| SC Magdebourg   | 22 – 22 | 47 – 42 | 25 – 20 | Dukla Prague            |
| Budapest Honvéd | 24 – 20 | 39 – 38 | 15 – 18 | TSV Grün-Weiß Dankersen |
| Refstad IL      | 17 – 17 | 33 – 36 | 16 – 19 | CB Calpisa Alicante     |
| KFUM Fredericia | 26 – 20 | 44 – 46 | 18 – 26 | WKS Śląsk Wrocław       |

### Demi-finales
| Équipe              | Aller   | Total   | Retour | Équipe            |
| ------------------- | ------- | ------- | ------ | ----------------- |
| Budapest Honvéd     | 21 – 22 | 38 – 41 | 17 –19 | SC Magdebourg     |
| CB Calpisa Alicante | 18 – 20 | 39 – 52 | 21 –22 | WKS Śląsk Wrocław |

### Finale
La finale est disputée sur une seule rencontre, le samedi 22 avril 1978, à Magdebourg en Allemagne de l'Ouest.
| Club          | Score   | Club              |
| ------------- | ------- | ----------------- |
| SC Magdebourg | 28 – 22 | WKS Śląsk Wrocław |

| 22 avril 1978, 17h00 | SC Magdebourg    | 28 – 22   | WKS Śląsk Wrocław | Hermann-Gieseler-Halle de Magdebourg Affluence : 2 000 Arbitrage : László Marki et Gyorgy Fülöp |
| 22 avril 1978, 17h00 | Hartmut Krüger 8 | (18 – 10) | Jerzy Klempel 8   | Hermann-Gieseler-Halle de Magdebourg Affluence : 2 000 Arbitrage : László Marki et Gyorgy Fülöp |
| 22 avril 1978, 17h00 | ×2               |           | ×2                | Hermann-Gieseler-Halle de Magdebourg Affluence : 2 000 Arbitrage : László Marki et Gyorgy Fülöp |

- SC Magdebourg : Wieland Schmidt, Gunar Schimrock – Reinhard Schütte (1), Ingolf Wiegert (5), Gert Uecker, Hartmut Krüger (8), Udo Rothe (3), Günter Dreibrodt (3), Manfred Pfeifer, Ernst Gerlach  (5), Harry Jahns (2), Manfred Hoppe (1). Entraîneur : Klaus Miesner.
- WKS Śląsk Wrocław : Piotr Krok, Krzysztof Sip – Wojciech Burzyński (1), Wacław Smagacz(3), Jerzy Klempel (8), Bogdan Falęta(3), Jacek Moczulski(3), Andrzej Kocjan (1), Krzysztof Kowacki (1), Andrzej Sokołowski (1), Kaluk, Daniel Waszkiewicz (1). Entraîneur : Bogdan Kowalczyk.

## Le champion d'Europe
| Champion d'Europe - Coupe des clubs champions 1977-1978 SC Magdebourg 1er titre |